# Carex mesochorea
Carex mesochorea är en halvgräsart som beskrevs av Kenneth Kent Mackenzie. Carex mesochorea ingår i släktet starrar, och familjen halvgräs. Inga underarter finns listade i Catalogue of Life.